# Adriano Bassetto
Adriano Bassetto, né le 8 septembre 1925 à Vicence en Vénétie, et mort le 11 octobre 1999 à Gênes en Ligure, est un footballeur international italien actif de 1944 à 1963 au poste d'attaquant (avant de devenir ensuite entraîneur).
Il compte trois sélections en équipe nationale entre 1954 et 1955, et 329 matchs de Serie A pour 149 buts.

## Biographie

### Carrière internationale
Adriano Bassetto reçoit sa première sélection avec l'équipe d'Italie lors de sa période à l'Atalanta BC le 5 décembre 1954, à l'occasion d'un match amical contre l'Argentine (victoire 2-0).
Il porte trois fois le maillot de l'équipe nationale d'Italie entre 1954 et 1955.

## Palmarès
- Avec l'AS Lucchese-Libertas :
  - champion de Serie C en 1961